# رافنسبورگر
رافنسبورگر (انگلیسی: Ravensburger) یک شرکت آلمانی فعال در حوزهٔ تولید اسباب‌بازی است. عمده فعالیت و شهرت این شرکت به واسطهٔ طراحی و ساخت پازل می‌باشد. شرکت رافنسبورگر توسط اوتو روبرت مایر با مرکزیت رافنسبورگر، شهری در سوآبیای علیا بنیانگذاری گردید. اولین قرارداد ثبت شدهٔ شرکت به سال ۱۸۸۳ می‌باشد که در آن زمان، با چاپ و ساخت پوشه‌های ویژه برای صنعتگران و معماران آغاز به کار نمود. اولین بازی رومیزی این شرکت نیز با نام سفر به سراسر جهان، در سال ۱۸۸۴ منتشر و تولید گردید. در سپتامبر سال ۲۰۱۰ میلادی، رافنسبورگر رکورد جهانی بزرگترین پازل دنیا با ۲۴۰۰۰ تکه را به نام این شرکت به ثبت رساند.

## نگارخانه

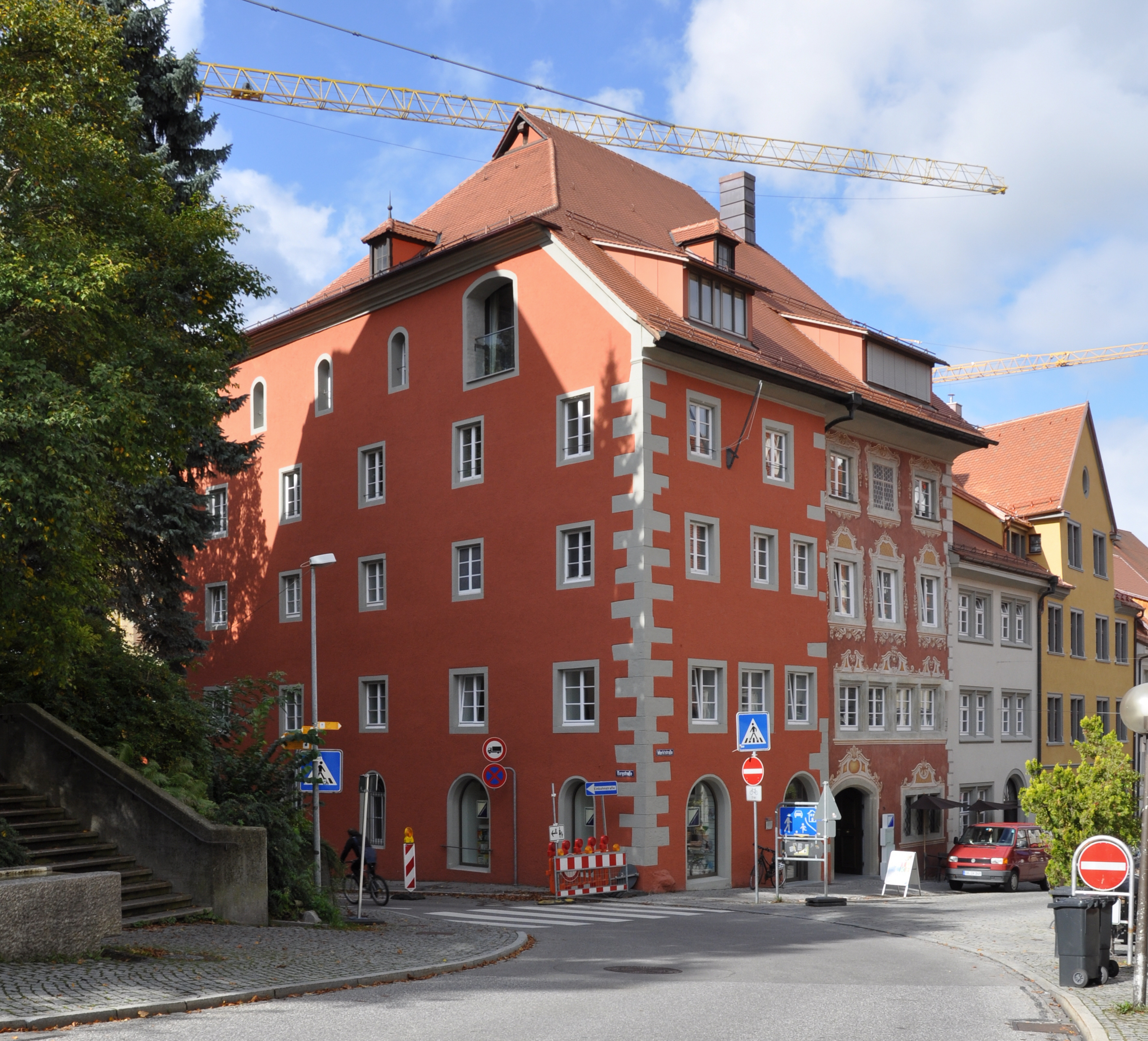
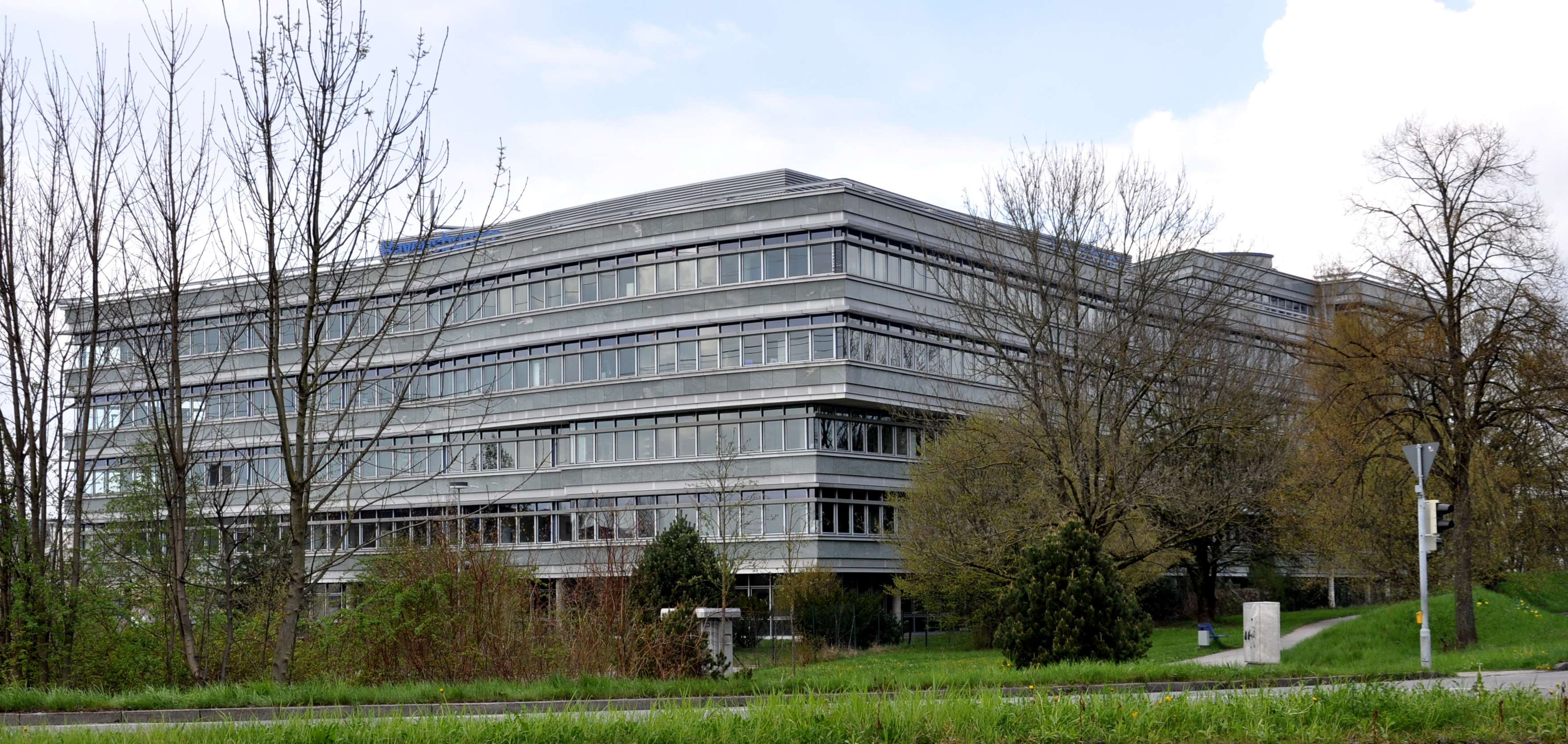
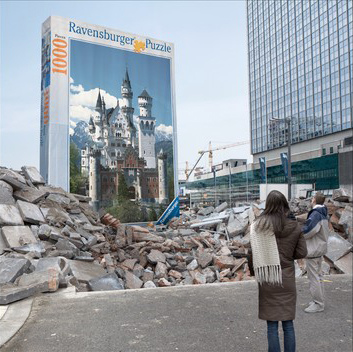
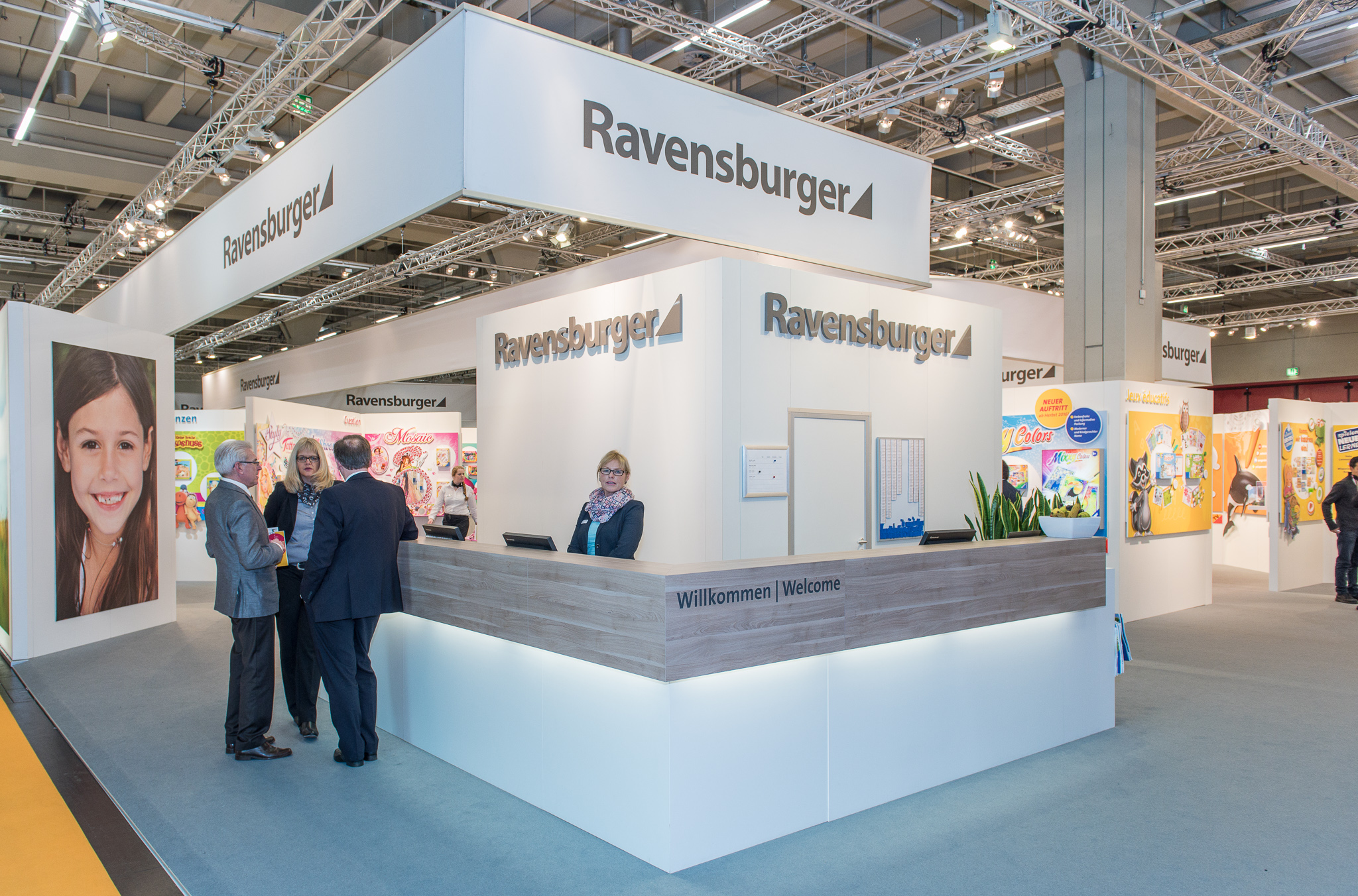
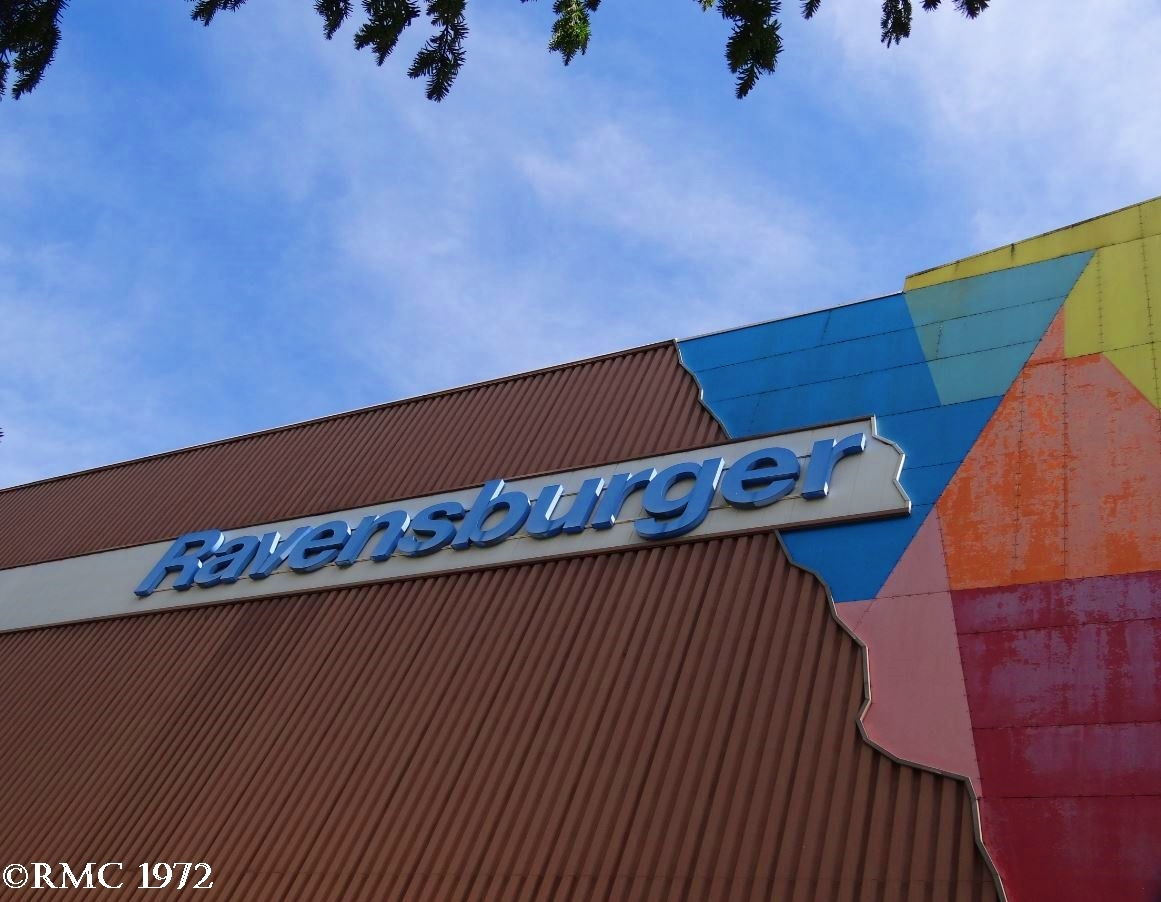